# Good News (álbum)
Good News é o álbum de estreia da rapper estadunidense Megan Thee Stallion, lançado pela 1501 Certified e 300 Entertainment em 20 de novembro de 2020. Antes de seu lançamento, Megan tinha a intenção de lançar o Suga (2020) como um álbum, mas em vez disso lançou como um EP após várias complicações da gravadora. O álbum conta com participações de SZA, City Girls, Young Thug, Lil Durk, Popcaan, Mustard, Big Sean, 2 Chainz e DaBaby, enquanto Beyoncé faz uma participação no remix de "Savage", música presente no Suga, que acabou sendo contida no álbum.
Good News recebeu aclamação da crítica após seu lançamento, com a maioria dos críticos elogiando a confiança de Megan e sua positividade sexual. O álbum foi procedido por três singles: "Girls in the Hood", lançada em 26 de junho de 2020, "Don't Stop" com participação de Young Thug, lançada em 2 de outubro de 2020, e "Body", lançada junto com o álbum. Ele também contém um remix do single "Savage" de Suga, com Beyoncé, que rendeu a Megan seu primeiro número um na Billboard Hot 100 dos EUA.
Comercialmente, Good News estreou no número dois na Billboard 200 depois de vender mais de 100.000 unidades equivalentes a álbuns em sua primeira semana. Além de liderar as paradas de álbuns de R&B/Hip-Hop e álbuns de rap, também alcançou o top 50 de países como Reino Unido, Austrália, Canadá, Irlanda e Nova Zelândia.

## Antecedentes
Em outubro de 2019, a rapper discutiu pela primeira vez planos de lançar seu primeiro álbum de estúdio em 2020, enquanto promovia seu EP, Suga. Um ano depois, em outubro de 2020, ela divulgou mais informações sobre o processo de produção do álbum, incluindo a postagem de fotos com o produtor frequente Lil Ju. Naquela época, ela estava esperando mais dois colaboradores para finalizar o processo de gravação. Ela também afirmou que usou o tempo durante a quarentena para escrever e gravar para seu álbum. Sobre o processo de gravação, ela disse: "Quando estou sozinha, é quando a minha criatividade vem até mim". O álbum inteiro foi basicamente escrito na sala de estar, no chuveiro, no quintal - basta visualizá-lo comigo". Ela anunciou oficialmente o álbum através das redes sociais em 12 de novembro, seguido pela divulgação da lista de faixas em 17 de novembro.

## Músicas e letras
Em Good News, Megan Thee Stallion fala sobre a controvérsia em torno de si mesma e Tory Lanez, festas, sexo, sua vida pessoal e homens que ela prefere não namorar. Um crítico observou que, apesar de estar cheio de "positividade sexual e hinos prontos para a balada", o álbum também contém "vislumbres desse tom [sério] sendo introduzido pela primeira vez em 'Shots Fired'". Shots Fired", é a faixa de abertura do álbum, construída em torno de uma demonstração da canção "Who Shot Ya?", de 1995, do The Notorious B.I.G. e foi descrita como uma diss track "tradicional", "forte" e "contundente" dirigida ao rapper Tory Lanez em resposta ao seu álbum Daystar, que foi lançado em resposta às alegações de que Lanez atirou em Megan em julho de 2020.
A segunda faixa, "Circles", traz um rap sobre uma demonstração do single "Holding You Down (Goin' in Circles)" de Jazmine Sullivan, com letras que exibem a resiliência de Megan. "Cry Baby" com DaBaby foi descrita como uma canção "lenta, de tique-taque" com uma "faixa de apoio assombrada", girando em torno da vida sexual ativa de Megan e DaBaby. "Sugar Baby" foi descrito com Megan "transcendendo doçura" com letras "implorando ao seu pobre amante para economizar dinheiro para o futuro".
"Freaky Girls" com a participação de SZA foi uma colaboração muito esperada. Contém uma  demonstração do single de estreia de Adina Howard em 1995, "Freak Like Me" e foi descrito como "imaculado" e "um verdadeiro destaque" que é "audivelmente enraizado no G-funk dos anos 90" com letras "cativante e sensuais". "Body", terceiro single do álbum, foi descrito como um "nítido três minutos de batidas saltitantes e letras autoconfiantes", vendo Megan "celebrando a positividade corporal". What's New" foi descrita como uma "gravação de excelência de Megan, onde ela bate em seus haters por falar imprudente sobre ela. "Work That" foi chamada de "uma faixa divertida e amigável para boate" que demonstra o single "Rodeo" do rapper Juvenil de 2006 e viu Megan "continuar a se gabar de sua proeza sexual". "Intercourse" com Popcaan e Mostarda traz a rapper prosperando ao som do dancehall. Em "Go Crazy" com Big Sean e 2 Chainz vemos Megan "de pé quando luta com Big Sean e 2 Chainz [...] com dois versos perfuradores". "Go Crazy" demonstra "ABC" do Jackson 5, bem como "O.P.P." da Naughty By Nature.
"Don't Rock Me to Sleep" apresenta Megan cantando sobre "seguir em frente de um relacionamento" enquanto "dá uma chance ao sucesso pop". "Outside" foi descrito como um "disco divertido e comemorativo" e uma "música de canto e um belo contraste das faixas mais duras de [Megan] que foi apoiada por um "piano eletrônico" demonstrada de "Something in My Heart" do álbum homônimo de 1989 da cantora de R&B Michel'le. "Savage Remix", que apresenta Beyoncé, passa por "minúsculas mudanças instrumentais" em relação ao original, com o remix sendo chamado de "essencialmente uma música totalmente nova, com exceção do refrão que  liricamente permaneceu o mesmo". O verso de Beyoncé foi notado por incluir referências sutis ao empoderamento feminino. "Girls in the Hood" demonstra "Boyz-n-the-Hood" de Eazy-E e foi descrito como um " clássico gangsta rap dos anos 80". O álbum se encerra com "Don't Stop" com o rapper Young Thug, uma faixa de hip hop com uma "batida eletrônica contundente", e com letras sexuais.

## Singles
"Girls in the Hood", primeiro single do álbum, foi anunciado em 24 de junho de 2020, e lançado dois dias depois. A canção recebeu um lyric video e contém samples de "Boyz-n-the-Hood" de Eazy-E. O single debutou e alcançou o número 28 na Billboard Hot 100. Megan cantou "Girls in the Hood" ao vivo durante sua estreia no BET Awards 2020, em um medley com o "Savage Remix", e também cantou durante sua primeira aparição ao vivo virtual, transmitida ao vivo no Tidal em 29 de agosto de 2020.
"Don't Stop" com participação de Young Thug, foi lançada junto com um videoclipe dirigido por Colin Tilley em 2 de outubro de 2020, como o segundo single do álbum. Ele alcançou o número 61 na Billboard Global 200. Megan cantou com Young Thug a faixa durante a estreia da 46ª temporada do Saturday Night Live.
"Body" foi lançada como o terceiro single ao lado de um videoclipe dirigido por Colin Tilley em 20 de novembro de 2020, junto com o lançamento do álbum. Foi escrita enquanto Megan estava em quarentena e é inspirado por sua figura, e seu videoclipe apresenta participações especiais de várias celebridades, incluindo Taraji P. Henson, Blac Chyna e Jordyn Woods, entre outras.
A terceira faixa do álbum "Cry Baby" com DaBaby foi ser veiculada nas rádios rítmica e urbana contemporânea em 3 de fevereiro de 2021, como o quarto single do álbum. O videoclipe oficial da canção também estreou no mesmo dia e conta com uma participação do comediante BlameItonKway. O single alcançou o número 28 na Billboard Hot 100.

### Outras músicas
"Savage (Remix)" com Beyoncé, foi lançado em 29 de abril de 2020. Comercialmente, o single acumulou mais de 3 milhões de unidades nos EUA. Tornou-se o primeiro número um de Megan na Billboard Hot 100 dos EUA.  O videoclipe de "Movie" com Lil Durk foi em 15 de abril de 2021.
Além do sucesso destes singles a música "What´s New" viralizou no TikTok apesar de não ser single.

## Recepção da crítica
| Críticas profissionais | Críticas profissionais |
| Pontuações agregadas   | Pontuações agregadas   |
| Fonte                  | Avaliação              |
| ---------------------- | ---------------------- |
| AnyDecentMusic?        | 8.2/10                 |
| Metacritic             | 85/100                 |
| Avaliações da crítica  |                        |
| Fonte                  | Avaliação              |
| AllMusic               | 4 de 5 estrelas.       |
| Beats Per Minute       | 80%                    |
| Clash                  | 9/10                   |
| Consequence of Sound   | B+                     |
| Exclaim!               | 8/10                   |
| Evening Standard       | 4 de 5 estrelas.       |
| Gigwise                | 10 de 10 estrelas.     |
| The Guardian'          | 5 de 5 estrelas.       |
| MusicOMH               | 4 de 5 estrelas.       |
| NME                    | 4 de 5 estrelas.       |
| Pitchfork              | 7.8/10                 |
| Rolling Stone          | 4 de 5 estrelas.       |

Good News foi recebido com aclamação da crítica generalizada. No Metacritic, o álbum tem uma pontuação média de 85 com base em 14 resenhas.
Mikael Wood, do Los Angeles Times, considerou Good News o álbum de estreia mais impressionante de 2020 e descreveu a voz da rapper como uma das "vozes mais autoritárias do hip-hop", o que, em última análise, "dá à sua música um centro sólido que combina com seu assunto fixo". Alexis Petridis do The Guardian observou que o álbum destacou que Megan é "fenomenal no que ela faz", e descreveu seus talentos como "um banquete móvel". Robin Murray do Clash escreveu que "Good News é o som de Megan Thee Stallion empurrando contra os limites e um álbum esmagador em sua intensidade criativa". Além de saudá-lo como um "candidato tardio ao Álbum do Ano", Murray afirmou que "o álbum enfatiza a natureza fascinante de sua auto-expressão e seu ouvido sagaz como curadora cultural". No Evening Standard, David Smyth atribuiu o álbum como "dinheiro, sexo, significados únicos, imagens gráficas e uma autoconfiança à prova de balas", acrescentando que Megan "acumulou toneladas de ambos e compartilhou todos os detalhes vívidos do processo em sua escassa, canções old schools". A. D. Amorosi, da Variety, escreveu que o álbum é "focado na diversão enquanto ainda é uma declaração orgulhosa sobre a feminilidade negra" e concluiu que encontra Megan "se movendo com confiança para o próximo nível", embora o escritor tenha notado "Outside" e outras faixas organizadas serem "de sangue mais quente do que a maioria de Good News, alguém gostaria que houvesse mais desse som em seu álbum de estréia." Em uma revisão para AllMusic, Fred Thomas afirmou que "Em vez de se apoiar em seu sucesso estabelecido, Good News encontra a rapper disparando com força total, dizimando seus inimigos e entregando faixa após faixa de positividade sexual, vorazmente vulgar, mas incrivelmente inteligente em suas habilidades de rima." Os elogios de Candice McDuffie também se concentraram em elementos semelhantes na crítica de Consequence of Sound; "Good News mostra a profundidade criativa de Megan the Stallion, sua inventividade eufônica e jogo de palavras libidinoso. Ela destrói completamente qualquer faixa em que aparece." Keith Harris da NME fez elogios semelhantes.

### Reconhecimentos
| Publicação           | Elogio                        | Posição | Ref.   |
| -------------------- | ----------------------------- | ------- | ------ |
| Billboard            | Os 50 melhores álbuns de 2020 | 12      | [ 47 ] |
| Complex              | Top 50 álbuns de 2020         | 30      | [ 48 ] |
| Consequence of Sound | Top 50 álbuns de 2020         | 49      | [ 49 ] |
| Gigwise              | Top 51 álbuns de 2020         | 6       | [ 50 ] |
| The Line of Best Fit | Top 50 álbuns de 2020         | 21      |        |
| Los Angeles Times    | Top 50 álbuns de 2020         | 10      | [ 51 ] |
| Pitchfork            | Os 50 melhores álbuns de 2020 | 43      | [ 52 ] |
| Rolling Stone        | Os 50 melhores álbuns de 2020 | 27      | [ 53 ] |
| Uproxx               | Top 50 álbuns de 2020         | 33      | [ 54 ] |

## Lista de faixas
| Good News – Edição Padrão |                                                  | |                                        |         |  |
| N.º                       | Título                                           | Compositor(es) | Produtor(es)                           | Duração |  |
| 1.                        | "Shots Fired"                                    | Megan Pete Tyron Douglas Herb Magidson Allie Wrubel | Buddah Bless                           | 2:50    |  |
| 2.                        | "Circles"                                        | Pete Jordan Thorpe Marcello Valenzano Andre Lyon Ricknoleon Perez Jazmine Sullivan Melissa Elliott Cainon Lamb Douglas Davis Ricky Walters Mary J. Blige Sean Combs Arlene DelValle Jean-Claude Olivier Curtis Mayfield Nasir Jones Anthony Cruz Cory McKay Inga Marchand Roy Hammond Craig Brockman Dave Atkinson Gilbert Askey Samuel Barnes | Cool & Dre Rickstarr Did It            | 2:50    |  |
| 3.                        | "Cry Baby" (com part. de DaBaby)                 | Pete Jonathan Kirk David Doman Katie Smith Daniel Levin | D.A Got That Dope                      | 2:17    |  |
| 4.                        | "Do It on the Tip" (com part. de City Girls)     | Pete Caresha Brownlee Jatavia Johnson Julian Mason |                                        | 2:47    |  |
| 5.                        | "Sugar Baby"                                     | Pete Martin McCurtis Webster Gradney Jeremy Varnard Jalen Patterson | Helluva                                | 2:26    |  |
| 6.                        | "Movie" (com part. de Lil Durk)                  | Pete Durk Banks Brytavious Chambers | Tay Keith                              | 3:47    |  |
| 7.                        | "Freaky Girls" (com part. de SZA)                | Pete Solána Rowe Jordan Houston Eugene Hanes Marc Valentine Loren Hill William Collins George Clinton Gary Cooper | Juicy J                                | 2:46    |  |
| 8.                        | "Body"                                           | Pete Mason Christophe Petrel | Lil Ju                                 | 2:51    |  |
| 9.                        | "What's New"                                     | Pete Vincent van den Ende Donald Tarpley | Avedon Cody Tarpley                    | 2:35    |  |
| 10.                       | "Work That"                                      | Pete Houston Derrick Milano Donny Flores Juan Guerreri-Maril Terius Gray Jermany James Robert Kelly Valenzano Lyon Mark Morales Damon Wimbley Darren Robinson | Juicy J Z3N                            | 2:14    |  |
| 11.                       | "Intercourse" (com part. de Popcaan and Mustard) | Pete Andrae Sutherland Dijon McFarlane Shah Rukh Zaman Khan | Mustard GYLTTRYP                       | 3:17    |  |
| 12.                       | "Go Crazy" (com part. de Big Sean and 2 Chainz)  | Pete Sean Anderson Tauheed Epps Jonathan Rotem Benjamin Lasnier Nicki Pooyandeh Anthony Criss Vincent Brown Keir Gist Berry Gordy Freddie Perren Alphonzo Mizell Deke Richards | J. R. Rotem Benjamin Lasnier Pooyandeh | 3:45    |  |
| 13.                       | "Don't Rock Me to Sleep"                         | Pete van de Ende Lennard Vink | Avedon VYNK                            | 3:03    |  |
| 14.                       | "Outside"                                        | Pete Houston Michel'le Toussant Andre Young Andre Bolton | Juicy J                                | 2:31    |  |
| 15.                       | "Savage Remix" (com part. de Beyoncé)            | Pete Beyoncé Knowles-Carter Shawn Carter Terius Nash Brittany Hazzard Thorpe Milano Bobby Session Jr. Anthony White | J. White Did It                        | 4:02    |  |
| 16.                       | "Girls in the Hood"                              | Pete Session Scott Storch Ilyah Fraser Eric Wright O'Shea Jackson Young | Scott Storch IllaDaProducer            | 2:34    |  |
| 17.                       | "Don't Stop" (com part. de Young Thug)           | Pete Jeffery Williams Douglas | Buddah Bless                           | 3:07    |  |
| Duração total:            | Duração total:                                   | Duração total: | Duração total:                         | 49:42   |  |

Créditos de demonstração
- ”Shots Fired” contém demonstrações de "Who Shot Ya?" de The Notorious B.I.G.
- "Circles" contém demonstrações de "Holding You Down (Goin' in Circles)", interpretada por Jazmine Sullivan, e ainda demonstra "La Di Da Di", de Doug E. Fresh e MC Ricky D, "Be Happy" de Mary J. Blige e "I Can" e "Affirmative Action", de Nas.
- "Freaky Girls" contém demonstrações de "Freak Like Me" de Adina Howard.
- "Work That" contém demonstrações de "Rodeo",  interpretada por Juvenile, e Bump n' Grind (Old School Remix) de R. Kelly.
- "Go Crazy" demonstra "O.P.P." de Naughty By Nature, que por sua vez contém demonstrações de "ABC" dos The Jackson 5.
- "Outside" conta com demonstração de "Something in My Heart" de Michel'le.
- "Girls in the Hood" apresenta demonstrações de "Boyz-n-the-Hood" de Eazy-E.

## Equipe e colaboradores
Créditos adaptados do encarte do álbum e do Tidal.

### Interpretes
- Megan Thee Stallion – vocal principal (todas as faixas)
- DaBaby – vocal participante (faixa 3)
- City Girls – vocal participante (faixa 4)
- Hot Girl Meg – vocal participante (faixa 4)
- Lil Durk – vocal participante (faixa 6)
- SZA – vocal participante (faixa 7)
- Mustard – vocal participante  (faixa 11)
- Popcaan – vocal participante (faixa 11)
- 2 Chainz – vocal participante (faixa 12)
- Big Sean – vocal participante (faixa 12)
- Beyoncé – vocal participante (faixa 15)
- Young Thug – vocal participante (faixa 17)

### Músicos
- Cody Tarpley –  baixo (faixa 9), bateria (faixa 9), teclados (faixa 9)
- Vincent Van Den Ende – baixo (faixa 9), bateria (faixa 9), teclados (faixa 9)

### Produtores
- Buddah Bless – produção (faixas 1 e 17)
- Cool & Dre – produção (faixa  2)
- Neky Freq – produção (faixa  17)
- D.A. Doman – produção (faixa  3)
- Lil Ju – produção (faixas 4 e 8)
- Helluva – produção (faixa 5)
- Tay Keith – produção (faixa  6)
- Juicy J –  produção (faixas 7, 10, e 14)
- Avendon – produção (faixas 9 e 13)
- Cody Tarpley – produção (faixa 9)
- Z3N – produção (faixa 10)
- Mustard – produção (faixa  11)
- J. R. Rotem –produção (faixa 12)
- J. White Did It – produção (faixa 15)
- Illdaproducer – produção (faixa  16)
- Scott Storch – produção (faixa 16)
- Suntman – produção adicional (faixa 5)
- Rickstarr Didit – coprodução (faixa 2)
- Gyltryp – coprodução (faixa  11)
- Benjamin Lasneier – coprodução (faixa 12)
- Pooyandeh – coprodução (faixa 12)
- Vynk – coprodução (faixa 12)

### Técnicos
- Mike Dean – masterização (faixas  1–14), mixagem (faixas 1, 3–7, and 11–12)
- Colin Leonard – masterização (faixas 15–17)
- MixedByAli – mixagem (faixa 2)
- Jaycen Joshua – mixagem (faixas 8–10 and 13–17)
- KY – mixagem (faixa 12)
- Stuart Price – mixagem (faixa 15),  gravação (faixa 15)
- Ricky Reed – vocal mixing (faixa 7)
- Sage Skolfield – assistência de mixagem (faixas 1–7, 11, and 12)
- Sean Solymar – assistência de mixagem (faixas 1–7, 11, and 12)
- Jacob Richards – assistência de mixagem (faixa 17)
- Mike Seaberg – assistência de mixagem (faixa 17)
- Source – recording (faixa 1–16), engenharia (faixa 17)
- Coach Brodie –  gravação (faixa 3)
- Joshua Samuel –  gravação (faixa 6)
- Rob Bisel –  gravação (faixa 7)
- Nolan Presley –  gravação (faixa 12)
- eMix –  gravação (faixa 15)
- Bainz – engenharia (faixa 17), engenharia de gravação vocal (faixa 17)
- Aresh Banaji ― assistência de engenharia (faixa 17)

## Desempenho nas tabelas musicais

### Tabelas semanais
| Tabelo - País (2021)                    | Melhor Posição |
| --------------------------------------- | -------------- |
| Austrália (ARIA)                        | 41             |
| Bélgica (Ultratop Flandres)             | 91             |
| Bélgica (Ultratop Valônia)              | 141            |
| Canadá (Canadian Albums Chart)          | 9              |
| Países Baixos (MegaCharts)              | 77             |
| França (SNEP)                           | 107            |
| Irlanda (Irish Albums Chart)            | 22             |
| Lituânia (AGATA)                        | 55             |
| Nova Zelândia (RMNZ)                    | 33             |
| Reino Unido (UK Albums Chart)           | 46             |
| Reino Unido (UK R&B Albums Chart)       | 6              |
| Estados Unidos (Billboard 200)          | 2              |
| Estados Unidos (Top R&B/Hip Hop Albums) | 1              |
| Estados Unidos (Top Tastemaker Albums)  | 7              |

### Tabelas de final de ano
| Tabelo (2021)                         | Posição |
| ------------------------------------- | ------- |
| US Billboard 200                      | 18      |
| US Top R&B/Hip-Hop Albums (Billboard) | 12      |

## Certificações
| País           | Certificação | Vendas    |
| -------------- | ------------ | --------- |
| Estados Unidos | Platina      | 1,000,000 |

## Histórico de lançamento
| Região | Data                   | Formato(s)                            | Gravadora          | Ref.   |
| ------ | ---------------------- | ------------------------------------- | ------------------ | ------ |
| Mundo  | 20 de novembro de 2020 | Cassete CD download digital streaming | 1501 Certified 300 | [ 71 ] |
| Mundo  | 21 de maio de 2021     | Vinil                                 | 1501 Certified 300 | [ 72 ] |